# Festuca subnutans
Festuca subnutans là một loài thực vật có hoa trong họ Hòa thảo. Loài này được Holmb. mô tả khoa học đầu tiên năm 1930.